# Крагуевац
Кра̀гуевац (на сръбски: Крагујевац или Kragujevac) е град в Централна Сърбия, един от центровете на историко-географската област Шумадия. Крагуевац е административен център на Шумадийския окръг. Разположен е на река Лепеница. Градът е известен със заводите „Застава“. Населението на град Крагуевац е 150 623 души (2018).

## Население

### Етнически състав[поясни]
| Етнически групи | Население | Процент |
| --------------- | --------- | ------- |
| сърби           | 139 990   | 95,63%  |
| цигани          | 1102      | 0,75%   |
| черногорци      | 1038      | 0,70%   |
| югославяни      | 382       | 0,26%   |
| македонци       | 311       | 0,21%   |
| хървати         | 194       | 0,13%   |
| мюсюлмани       | 149       | 0,10%   |
| горани          | 99        | 0,06%   |
| словенци        | 59        | 0,04%   |
| унгарци         | 44        | 0,03%   |
| българи         | 44        | 0,03%   |
| Общо            | 180 252   | 100%    |

### Личности
Родени в Крагуевац
- Борко Пащрович (1875 – 1912), сръбски офицер и революционер
- Василия Радойчич (1936 – 2011), знаменита сръбска певица
- Миливое Динич, сръбски революционер

## Побратимени градове
Крагуевац е приятелски град с:
- Питещ (Румъния)
- Реджо нел'Емилия (Италия)
- Сюрен (Франция)
- Охрид (Северна Македония)
- Бидгошч (Полша)
- Белско Бяла (Полша)
- Спрингфийлд (САЩ)
- Карловац (Хърватия)
- Могилев (Беларус)
- Тренчин (Словакия)
- Карара (Италия)
- Бат Ям (Израел)
- Драма (Гърция)
- Хановер (Германия)
- Инголщат (Германия)
- Мостар (Босна и Херцеговина)
- Фоча (Босна и Херцеговина)
- Ополе (Полша)
- Синчхон (Северна Корея)

## Топографски карти
- Лист от карта L-34-XXXIII.
- Лист от карта K-34-III. Мащаб: 1 : 200 000. Указать дату выпуска/состояния местности.